# Franciszkańskie Wydawnictwo św. Antoniego
Franciszkańskie Wydawnictwo św. Antoniego – katolickie wydawnictwo Prowincji św. Jadwigi Zakonu Braci Mniejszych we Wrocławiu.
Patronem wydawnictwa jest franciszkański święty Antoni z Padwy.

## Historia
Od początku istnienia Kustodii św. Jadwigi na Śląsku w 1902 czyniono starania  o pozwolenie na założenie wydawnictwa we Wrocławiu. Na przeszkodzie stanął wybuch I wojny światowej. Dopiero w 1922, staraniem o. Ksawerego Zgolika zakupiono maszyny drukarskie. W 1923 przeniesiono z Góry św. Anny do Wrocławia-Karłowic druk polskiego miesięcznika „Głos św. Franciszka”. W 1925 powołano do istnienia nowe wydawnictwo Antonius-Verlag. Istniejące dzisiaj Franciszkańskie Wydawnictwo św. Antoniego jest spadkobiercą tamtej, istniejącej na terenie Niemiec instytucji.
Franciszkańskie Wydawnictwo św. Antoniego specjalizuje się w publikowaniu literatury religijnej, m.in. ksiąg liturgicznych związanych z ruchem franciszkańskim. Staraniem wydawnictwa ukazały się: Mszał franciszkański oraz Liturgia godzin zakonów franciszkańskich w Polsce. Wśród wydawanych autorów są: Waldemar Polczyk, Antoni Dudek, Hugolin Langkammer, Kamila Baptysta Varano, Joanna Beretta Molla, Carlo Carretto, Jan Góra, Sergiusz Bałdyga, Luigi Accattoli, Karol Miarka, Tadeusz Słotwiński, Raniero Cantalamessa, José Rodríguez Carballo.